# دیگو بونتا
دیِگو آندرِس گونسالِس بونِتا (به اسپانیایی: Diego Andrés González Boneta) (زاده ۲۹ نوامبر ۱۹۹۰) بازیگر و خواننده مکزیکی است.
از فیلم‌های معروف او می‌توان به بهشت، دوران راک، پیش از آنکه بمیرم، نابودگر: سرنوشت تاریک، مردن در تیراندازی، مهمانی هیولاها و پدر عروس اشاره کرد.